# Spirinchus
Spirinchus is een geslacht van straalvinnige vissen uit de familie van spieringen (Osmeridae).

## Soorten
- Spirinchus lanceolatus (Hikita, 1913)
- Spirinchus starksi (Fisk, 1913)
- Spirinchus thaleichthys (Ayres, 1860)